# Šiška
Šiška ili cecidija je izraslina na biljnom tkivu okrugla ili kuglasta oblika, različitih veličina. Može se razviti na svim dijelovima biljke, a može biti gola ili obrasla. Šiške nastaju djelovanjem nekih vrsta kukaca, grinja, oblića, fitopatogenih gljiva i bakterija. Od kukaca su najčešći uzročnici stvaranja šiškâ mušice šiškarice (lat. Cecidomydae) i ose šiškarice (lat. Cynipidae), zatim lisne buhe (lat. Psyllidae), neke lisne uši (lat. Aphididae), štitaste uši (lat. Coccoidae), od grinja (lat. Acarinae) grinje šiškarice (Eriophydae), a od fitopatogenih gljiva vrste roda Taphrina (T. populina, na topoli, i T. betulae, na brezi), roda Exobasidium (E. rhododendri i E. vaccini – na rododendronima). Na listu hrasta tvorbu šiškâ izaziva osica Cynips gallae tinctoria, a na ružama Rhodites rosae.

## Tanin ili treslovina
Tanin (franc. tannin: treslovina) ili treslovina je prirodni organski spoj, uglavnom ester aromatskih hidroksikarboksilnih kiselina (na primjer galna kiselina) s viševalentnim alkoholima ili šećerima. Treslovine se nalaze u dijelovima mnogih biljaka, posebno u šiškama, od kojih se najčešće dobivaju. Crnomu čaju daju gorak okus, utječu na kvalitetu crnih vina. Reagiraju s bjelančevinama, želatinu čine netopljivom te su se prije često koristili za štavljenje kože, stežu tkivo, pa služe kao adstringens, a koriste se i kao tekstilna bojila.

### Željezno-galno crnilo ili tinta
Tinta je prvi put uporabljena u 3. tisućljeću pr. Kr. u Kini. Bila je načinjena od čađe koja daje pigment, smole u funkciji ljepila i vode kao otapala. Sve do 12. stoljeća na taj su se način izrađivali i koristili takozvani kineski ili indijski tuševi kojima su napisani danas najstariji sačuvani zapisi, posebice orijentalni. Zbog nepostojanosti zapisa pisanih takvom tintom, jer se mogla isprati vodom, od 12. stoljeća potiskivala su ju željezno-galna crnila, koja su potjecala još iz antičkoga doba. Ta su se crnila izrađivala od strugotina željeza ili od modre galice, vina, octa ili kvasa, iskuhanih šiški koje daju tanin te ljepila. Na sličan su se način radile boje za kosu, obuću i druge predmete. Zbog oksidacije i prodiranja duboko u podlogu, takva je tinta ostajala stabilna i trajna, te je i nakon njezina izbljeđivanja bilo moguće pročitati napisano. Tako su sačuvani mnogobrojni rukopisi u obliku palimpsesta (rukopis na papirusu ili pergamentu s kojega je izbrisan prvotni tekst i na njegovu mjestu napisan novi). U slučaju prejake oksidacije oštećenja su na pisanoj podlozi nepopravljiva.
Sve do tridesetih godina 20. stoljeća željezno-galna tinta bila jedan od najčešće korištenih materijala za pisanje. Hrastove šiške (lat. gallae) bile su osnovna sirovina za njezinu izradu. Susrećemo ih na hrastu lužnjaku, kitnjaku, sladunu, meduncu i drugim hrastovima iz roda Quercus. Riječ je o kuglastim izraslinama nastalima ubodom ose šiškarice u mlade grančice na mjestu zametka (pupa) nove grančice. Na ozlijeđenom mjestu počinje se razvijati tvorevina u obliku dosta pravilne kugle, nešto manja od oraha, koja zapravo čuva ličinku, kukuljicu ose, od neprijatelja te je ujedno i hrani. Te šiške su skupljane da bi poslužile kao osnovna sirovina za izradu tinte. Glavni im je sastojak treslovina (tanin). Udio tanina doseže i do 70 %. Prema kemijskom sastavu, on je ester galne kiseline, C6H2(OH)3COOH·H2O. Sama galna kiselina nastaje u procesu hidrolize tanina. Bilo je poželjno prikupiti šiške prije nego što se mlada osa izlegne, kako bi sadržavale što više tanina. Vezano za kvalitetu šiški, treba istaknuti da su posebno cijenjene bile šiške iz Istre koje su na tržište dolazile pod nazivom galla d'Istria. Da bi se iz hrastovih šiški dobila crna željezno-galna tinta, trebalo je dodati željezove ione (zelena galica ili željezov(II) sulfat). 
Nakon što su otopini galne kiseline dodani ioni željeza (iz zelene galice), nastajali su tamno obojeni željeznogalni spojevi, koji su prema kemijskom sastavu soli galne kiseline, takozvani galati. Crno obojenje tinte nije nastajalo odmah, već je najprije dobivan smeđe obojeni materijal. Tek nakon što bi takvom smeđom tintom slova bila ispisana, ona bi u dodiru sa zrakom pocrnjela. Na kemijskoj razini, reakcijom galne kiseline iz tanina hrastovih šiški sa zelenom galicom najprije je nastajao bezbojni željezov(II) galotanat u kojem je ion željeza dvovalentan (Fe2+). Izlaganjem zraku i procesom oksidacije razvijala se crna boja od nastalog željezova(III) galotanata u kojem je ion željeza trovalentan (Fe3+). Za potpunu oksidaciju potrebno je sedam do deset dana.

## Slike
|                 |                                             |                        |                        |
| Hrastova šiška. | Šiška na divljoj ili pasjoj ruži (badegar). | Šiške na listu limete. | Šiške na listu javoru. |

## Vanjske poveznice
|  | Zajednički poslužitelj ima još gradiva o temi Šiška |